# Western Force
Ne doit pas être confondu avec Western Force (féminines).
Maillots
Actualités
Dernière mise à jour : 2 janvier 2025.
La Western Force, couramment appelé The Force, est une franchise professionnelle de rugby à XV australienne basée à Perth en Australie-Occidentale.
La Force évolue dans le championnat international du Super Rugby entre 2006 et 2017. Lors de ses grands débuts en 2006, elle termine la compétition avec la cuillère de bois. Avec plus de 20 000 abonnés avant le début de la saison 2006, le club possède la base de supporters la plus importante en Australie. Elle est la quatrième franchise australienne à avoir été acceptée pour participer à cette compétition, et dépend de la fédération de rugby à XV d'Australie-Occidentale, appelée RugbyWA. En 2017, la SANZAAR exclut la Western Force du Super Rugby en raison de son manque de résultats, et dans le cadre d'une réduction du championnat de 18 à 15 équipes.
La Western Force rejoint en 2019 le nouveau championnat indo-pacifique du Global Rapid Rugby. En 2020, après l'annulation de la saison de Global Rapid Rugby à cause de la pandémie de Covid-19, la Western Force est invitée à disputer le Super Rugby AU, une compétition domestique organisée par la fédération australienne afin de compenser l'annulation du Super Rugby. Elle est toujours présente dans cette compétition en 2021.
Le nom "Western Force" a été choisi afin de refléter la localisation de l'équipe ainsi que ses valeurs communautaires de force et d'énergie. Le logo représente le traditionnel cygne noir de l'état dans une courbe circulaire censée représenter l'unité et l'inclusivité. Le bleu indigo doit représenter les côtes d'Australie Occidentale alors que la couleur or évoque les plages de sables et le très présent soleil.
La Force dispute initialement ses matchs au Subiaco Oval, stade de football australien très peu adapté à la pratique du rugby à XV. L'équipe dispute désormais ses rencontres à domicile au Members Equity Stadium basé à Perth.

## Histoire

### La candidature
La candidature pour intégrer le Super 12 en expansion a débuté au début des années 2000, quand en 2002 un groupe fut formé afin de superviser le développement d'une nouvelle franchise Australienne. L'objectif du groupe était de s'assurer que si la SANZAR donnait son accord pour la création d'une quatrième franchise australienne, la RugbyWA (fédération d'Australie occidentale de rugby) serait prête. Après avoir été invitée à déposer leur candidature par la fédération australienne de rugby, un consortium fut chargé de mettre sur pied un projet, quatre semaines leur étant laissées pour déposer le dossier. Le groupement reçut le soutien du gouvernement d'état qui prêta plus d'un million de dollars et s'engagea à rénover à hauteur de AU$ 25 millions le Members Equity Stadium. En décembre 2004, la quatrième super licence australienne fut accordée au RugbyWA face à la fédération de rugby du Victoria et son projet de franchise à Melbourne.

### Choix des joueurs et de l'entraîneur
Un autre groupe fut formé afin d'identifier les attentes et les objectifs au sujet du futur entraîneur de la franchise. Dirigé par Geoff Stooke le président du club, il était également composé de Ron Alexander, le directeur de la RugbyWA, et de Phil Kearns, ancien international. Un grand nombre de coachs australiens et étrangers ont déposé leur candidature mais c'est finalement le Néo-Zélandais John Mitchell qui a obtenu le rôle, devançant entre autres Michael Cheika, Pat Howard et Steve Meehan. Ce choix a été appuyé par l'excellent bilan du technicien à la tête des All Blacks, titulaire d'un ratio de victoire de 86 % sur 30 matchs. Il a également été pendant trois ans l'assistant de Sir Clive Woodward auprès de la sélection nationale anglaise.
Pour son recrutement, l'objectif de la Force était de trouver l'équilibre entre quelques joueurs internationaux confirmés et de jeunes espoirs nationaux à fort potentiel. Le 5 avril 2005, le talonneur des Waratahs Brendan Cannon devient le premier joueur à rejoindre la nouvelle franchise. Le jour suivant, et malgré une tentative désespérée du président des Queensland Reds, le deuxième ligne international Nathan Sharpe annonce également son déplacement vers l'Ouest du pays. Début juillet 2005, la Western Force était en mesure de présenter une équipe de plus de 33 joueurs professionnels, dont les grands espoirs Cameron Shepherd et Digby Ioane.

### Le club en Super 14
Le tournoi 2006 ne restera pas dans les annales de la franchise de Perth, le club finissant bon dernier avec la cuillère de bois, et une seule petite victoire face à l'autre nouvelle franchise des Central Cheetahs au compteur. Malgré cette saison désastreuse et loin des espérances de ses dirigeants, la Western Force conserve un pouvoir d'attraction important auprès des meilleurs joueurs du pays. La franchise réussit ainsi le coup magistral de signer Matt Giteau pour la saison 2007, moyennant un salaire annuel de AU$ 1,5 million par année. Le joueur, en fin de contrat aux Brumbies, devient ainsi le sportif le mieux payé d'Australie. Début mai 2006 est également annoncée la signature de la révélation des Queensland Reds Drew Mitchell. Le club reçoit cependant une amende de AU$ 110 000 après s'être rendu coupable d'avoir entamé des négociations secrètes afin de débaucher Al Kanaar des Waratahs.
Du fait de l'absence de championnat des clubs compétitif en Australie Occidentale, et afin de préparer au mieux ses joueurs non internationaux, la RugbyWA a mis en place une équipe nommée Western Force Gold, active lors de chaque pré-saison. Jouant avec un maillot or de la Western Force, l'équipe a déjà effectué des tournées en Afrique du Sud, au Japon, à Singapour et dans les Iles Samoa. Cette préparation originale est certainement à l'origine des deux très bons débuts de saison 2007 et 2008 de la franchise de Perth qu'elle finira cependant en 7e et 8e position. Après un exercice 2009 miné par les rumeurs de licenciement de John Mitchell ainsi que les annonces de départ de certains cadres, la Force réussit tout de même à conserver sa 8e position. Avec désormais 9 internationaux Australiens en activité dans son effectif, la Western Force est, au début de cette saison 2010, prête à s'imposer définitivement dans cette compétition.

### Faits divers
L'ouvreur néo-zélandais du club pour la saison 2012, Willie Ripia, ne fait plus partie de l'équipe, en raison de problèmes internes. Le joueur a été sanctionné par son club pour manquements aux règles de vie du groupe (vol auprès de ses coéquipiers pour remédier à ses problèmes de jeux).

### Exclusion du Super Rugby et lancement du Global Rapid Rugby
En 2017, la SANZAAR décide de réduire le nombre d'équipes au sein du Super Rugby, et la Western Force fait partie des équipes retirées de la compétition en raison de son manque de résultats,. Dans la foulée, le propriétaire de la Force, Andrew Forrest (en), déclare alors vouloir créer une nouvelle compétition pour son équipe, qui regrouperait des équipes venues de la région indo-pacifique.
En 2018, la compétition démarre sous la forme d'une tournée d’exhibition appelée « World Series Rugby »,. Cela consiste alors en une série de matchs pour la Western Force, qui affronte des équipes nationales « A » (Fidji A, Samoa A, Tonga A et Hong Kong Dragons), le club japonais des Panasonic Wild Knights et les franchises de Super Rugby des Crusaders et des Rebels.
Toujours en 2018, la Force remplace l'équipe de Perth Spirit au sein du National Rugby Championship.
À partir de 2019, le Global Rapid Rugby doit démarrer sous la forme d'un vrai championnat à huit équipes, composé de la Western Force toujours, ainsi que de nouvelles équipes toujours originaires de d'Asie du Sud-Est et d'Océanie. Les sept autres équipes prévues viennent du Japon, de Hong Kong, de Malaisie, des Samoa, des Fidji et de Singapour. Le championnat adopte des règles différente, en accord avec World Rugby, afin de privilégier le jeu d'attaque et le spectacle. Par exemple, la durée d'un match est réduite à 70 minutes (deux mi-temps de 35 minutes) et un essai marqué depuis ses 22 mètres vaut désormais 9 points. Finalement, en raison d'un manque d'organisation et de problème d'emploi du temps en cette année de coupe du monde, le véritable lancement de la compétition dans sa forme initialement planifiée est reporté à 2020. Cependant une saison 2019 a bien lieu, avec des ambitions revues à la baisse, qui se traduit par un calendrier plus court et un nombre d'équipe réduit à 5. Les équipes présentes sont alors la Western Force (Australie), Asia Pacific Dragons (Singapour), Fijian Latui (Fidji), Kagifa Samoa (Samoa) et South China Tigers (Hong Kong). La Western Force remporte la compétition, après avoir terminée la compétition invaincue.

### Retour en Super Rugby
En 2020, la saison de Global Rapid Rugby est annulée après une seule journée, à cause de la pandémie de Covid-19. Dans la foulée, la fédération australienne organise une compétition domestique appelée Super Rugby AU, remplaçant le Super Rugby lui aussi annulé. La Western Force est invitée à disputer cette nouvelle compétition, et termine à la cinquième et dernière place, sans avoir réussi à remporter le moindre match,.
Malgré ces résultats, la Western Force voit sa présence dans cette compétition prolongée en 2021, et elle fait également partie de la compétition trans-Tasman prévue pour cette même année,.

## Identité visuelle

### Logo

Évolution du logo
Ancien logo.

## Parcours dans le Super Rugby
| Saison | Place | MJ | V | N | D  | PM  | PE  | Diff | PB | Pts | Commentaires                     |
| ------ | ----- | -- | - | - | -- | --- | --- | ---- | -- | --- | -------------------------------- |
| 2006   | 14e   | 13 | 1 | 2 | 10 | 223 | 373 | -150 | 4  | 12  |                                  |
| 2007   | 7e    | 13 | 6 | 1 | 6  | 276 | 282 | -6   | 6  | 32  |                                  |
| 2008   | 8e    | 13 | 7 | 0 | 6  | 247 | 278 | -31  | 5  | 33  |                                  |
| 2009   | 8e    | 13 | 6 | 1 | 6  | 328 | 275 | +53  | 10 | 36  |                                  |
| 2010   | 13e   | 13 | 4 | 0 | 9  | 258 | 364 | -106 | 3  | 19  |                                  |
| 2011   | 12e   | 16 | 5 | 2 | 9  | 333 | 416 | -83  | 5  | 37  | 3e de la conférence australienne |
| 2012   | 14e   | 16 | 3 | 0 | 13 | 306 | 440 | -134 | 7  | 27  |                                  |
| 2013   | 13e   | 16 | 4 | 1 | 11 | 267 | 366 | -99  | 5  | 31  |                                  |
| 2014   | 8e    | 16 | 9 | 0 | 7  | 343 | 393 | -50  | 4  | 40  |                                  |
| 2015   | 15e   | 16 | 3 | 0 | 13 | 245 | 384 | -139 | 7  | 19  |                                  |
| 2016   | 16e   | 15 | 2 | 0 | 13 | 260 | 441 | -181 | 5  | 13  |                                  |
| 2017   | 12e   | 15 | 6 | 0 | 9  | 313 | 404 | -91  | 2  | 26  |                                  |

## Palmarès
- Vainqueur du Global Rapid Rugby (1) : 2019
- Vainqueur du National Rugby Championship (1) : 2019

## Personnalités du club

### Effectif Super Rugby 2025
Le 11 novembre 2024, la Western Force annonce son effectif pour la saison 2025 de Super Rugby.
| Nom                        | Date de naissance | Nationalité sportive | Sélections (points) | Club ou province   | Club précédent      | Arrivée au club |
| Talonneurs                 | Talonneurs        | Talonneurs           | Talonneurs          | Talonneurs         | Talonneurs          | Talonneurs      |
| -------------------------- | ----------------- | -------------------- | ------------------- | ------------------ | ------------------- | --------------- |
| Nic Dolly                  | 11 juin 1999      | Angleterre           | 1 (0)               | -                  | Leicester Tigers    | 2025            |
| Tom Horton                 | 18 avril 1997     | Australie            | -                   | -                  | Leicester Tigers    | 2023            |
| Brandon Paenga-Amosa       | 25 décembre 1995  | Australie            | 23 (5)              | Southern Districts | Montpellier HR      | 2024            |
| Piliers                    |                   |                      |                     |                    |                     |                 |
| Ryan Coxon                 | 30 septembre 1997 | Nouvelle-Zélande     | -                   | Tasman             | Chiefs              | 2024            |
| Harry Hoopert              | 16 septembre 1998 | Australie            | -                   | Brothers Old Boys  | Queensland Reds     | 2023            |
| Harry Johnson-Holmes       | 2 mars 1997       | Australie            | 1 (0)               | Country Eagles     | Waratahs            | 2025            |
| Atunaisa Moli              | 12 juin 1995      | Nouvelle-Zélande     | 5 (0)               | Tasman             | Chiefs              | 2024            |
| Marley Pearce              | 3 août 2003       | Australie            | -                   | -                  | Débuts au club      | 2023            |
| Tom Robertson              | 28 août 1994      | Australie            | 33 (5)              | Sydney University  | Waratahs            | 2021            |
| Tiaan Tauakipulu           | 5 mars 2001       | Australie            | -                   | -                  | Waratahs            | 2024            |
| Deuxièmes lignes           |                   |                      |                     |                    |                     |                 |
| Sam Carter                 | 10 septembre 1989 | Australie            | 16 (0)              | Sydney University  | Leicester Tigers    | 2024            |
| Lopeti Faifua              | 22 janvier 2002   | Australie            | -                   | -                  | Queensland Reds     | 2024            |
| Darcy Swain                | 5 juillet 1997    | Australie            | 17 (0)              | Canberra Vikings   | Brumbies            | 2025            |
| Jeremy Williams            | 2 décembre 2000   | Australie            | 15 (5)              | -                  | Waratahs            | 2023            |
| Troisièmes lignes          |                   |                      |                     |                    |                     |                 |
| Nick Champion de Crespigny | 27 juin 1996      | Australie            | 2 (0)               | Sydney University  | Castres olympique   | 2025            |
| Vaiolini Ekuasi            | 11 octobre 2001   | Nouvelle-Zélande     | -                   | Auckland           | Melbourne Rebels    | 2025            |
| Will Harris                | 8 juin 2000       | Australie            | -                   | Country Eagles     | Waratahs            | 2024            |
| Kane Koteka                | 8 janvier 1994    | Australie            | -                   | Wests Scarborough  | Kamaishi Seawaves   | 2020            |
| Reed Prinsep               | 17 février 1993   | Nouvelle-Zélande     | -                   | Canterbury         | Hurricanes          | 2025            |
| Josh Thompson              | 8 décembre 2000   | Fidji                | -                   | West Harbour RFC   | Débuts au club      | 2025            |
| Carlo Tizzano              | 2 février 2000    | Australie            | 8 (10)              | -                  | Ealing Trailfinders | 2023            |
| Demis de mêlée             |                   |                      |                     |                    |                     |                 |
| Issak Fines-Leleiwasa      | 2 octobre 1995    | Australie            | 3 (0)               | Univ. Queensland   | Brumbies            | 2022            |
| Henry Robertson            | 22 octobre 1999   | Australie            | -                   | Sydney University  | Waratahs            | 2023            |
| Nic White                  | 13 juin 1990      | Australie            | 74 (46)             | Country Eagles     | Brumbies            | 2024            |
| Demis d'ouverture          |                   |                      |                     |                    |                     |                 |
| Max Burey                  | 25 février 1999   | Australie            | -                   | Northern Suburbs   | Débuts au club      | 2024            |
| Ben Donaldson              | 4 avril 1999      | Australie            | 18 (95)             | Randwick RUFC      | Waratahs            | 2024            |
| Reesjan Pasitoa            | 3 décembre 2001   | Australie            | -                   | Associates         | Brumbies            | 2022            |
| Centres                    |                   |                      |                     |                    |                     |                 |
| Bayley Kuenzle             | 18 juin 1998      | Australie            | -                   | Canberra Vikings   | Brumbies            | 2022            |
| Matt Proctor               | 26 octobre 1992   | Nouvelle-Zélande     | 2 (5)               | Wellington         | Melbourne Rebels    | 2025            |
| Hamish Stewart             | 3 mars 1998       | Australie            | 2 (0)               | -                  | Queensland Reds     | 2023            |
| Sio Tomkinson              | 27 mai 1996       | Nouvelle-Zélande     | -                   | Otago              | Dragons             | 2024            |
| Ailiers                    |                   |                      |                     |                    |                     |                 |
| Dylan Pietsch              | 23 avril 1998     | Australie            | 7 (10)              | Randwick RUFC      | Waratahs            | 2025            |
| George Poolman             | 6 septembre 2002  | Australie            | -                   | -                  | Débuts au club      | 2023            |
| Harry Potter               | 15 décembre 1997  | Australie            | 5 (5)               | Sydney University  | Leicester Tigers    | 2024            |
| Arrières                   |                   |                      |                     |                    |                     |                 |
| Kurtley Beale              | 6 janvier 1989    | Australie            | 95 (159)            | -                  | Waratahs            | 2024            |
| Mac Grealy                 | 6 mars 2002       | Australie            | -                   | -                  | Queensland Reds     | 2024            |

### Joueurs emblématiques
- Brendan Cannon
- Pekahau Cowan
- Nick Cummins
- Scott Fava
- Matt Giteau
- Matt Henjak
- Matt Hodgson
- Digby Ioane
- Brock James
- Ben McCalman
- Drew Mitchell
- Napolioni Nalaga
- Nathan Sharpe
- Cameron Shepherd

### Entraîneurs
- 2006-2010 :  John Mitchell
- 2011-2012 :  Richard Graham
- 2012 :  Phil Blake
- 2012-2016 :  Michael Foley
- 2016-2017 :  David Wessels
- 2018-2022 :  Tim Sampson
- 2022- :  Simon Cron

## Records et statistiques
Mis à jour le 07/03/2019

### Équipe
- Plus grosse victoire - 55-14 v Lions, 2009
- Plus grosse défaite - 53-0 v Crusaders, 2007

### Individuel
- Nombre de capes - 140 - Matt Hodgson
- Points inscrits - 370 - Cameron Shepherd
- Nombre d'essais - 30 - Cameron Shepherd
- Points inscrits en une saison - 170 - James O'Connor (2011)
- Essais inscrits en une saison - 9 - Scott Staniforth (2006)

### Joueurs de la Western Force les plus capés
- Matt Hodgson (2006–2017) : 140
- Pekahou Cowan (2006–2017) : 129
- Nathan Sharpe (2006–2012) : 92
- Sam Wykes (2008–2015) : 87
- Nick Cummins (2008–2015) : 87